# Sân bay Ölgii
Sân bay Ölgii (IATA: ULG, ICAO: ZMUL) là một sân bay công cộng nằm tại Ölgii, thủ phủ tỉnh Bayan-Ölgii tại Mông Cổ.

## Hãng hàng không và điểm đến
| Hãng hàng không | Các điểm đến    |
| --------------- | --------------- |
| Aero Mongolia   | Ulan Bator      |
| SCAT            | Almaty, Oskemen |